# IC 2396
IC 2396 је двојна звијезда у сазвјежђу Рак која се налази на листи објеката дубоког неба у Индекс каталогу.
Деклинација објекта је + 17° 39' 3" а ректасцензија 8h 46m 40,4s.